# 施德馨
施德馨（？—？），字聞于，福建晉江人，南靖籍，清朝政治人物。

## 生平
施德馨為康熙十九年（1680年）庚申科舉人，授建安教諭，升任福州府學教授。康熙四十八年（1709年）調任臺灣府儒學教授。秩滿後，本可陞任知縣，卻推辭不就。

## 傳記
據《臺灣通志·列傳·政績》載，有以下文字描述施德馨：
「施德馨，字聞于，晉江人．南靖籍，康熙庚申舉人，授建安教諭．先是學官，為縣徵士子糧．德馨謝之曰：『司鐸聞教士，不聞催科』．悉以屬縣，捐俸修文廟、開泮池、建啟聖祠．學校改觀，士風日上．遷福州教授，移臺灣。秩滿，升知縣，不就。德馨為諸生時，即以文章氣節著。康熙十七年，海寇施亥梏其兄，德馨代之；守者縱之逸。德馨曰：『吾去子能免乎？何忍求生而貽子死！』亥聞竟釋之。其調臺灣也，海疆新闢，初建學設官。巡撫張伯行，以德馨文學精粹，居官清謹，任之。士子咸被其化，孫世瑚，乾隆庚辰舉人。（《福建通志》、《泉州府志》)。」